# Sarbanissa transiens
Sarbanissa transiens är en fjärilsart som beskrevs av Walker 1856. Sarbanissa transiens ingår i släktet Sarbanissa och familjen nattflyn. Inga underarter finns listade.